# Universidad de La Salle (Pensilvania)
La Universidad de La Salle es una universidad privada, de los Hermanos de las Escuelas Cristianas (Hermanos de La Salle), ubicada en el noroeste de Filadelfia, (Pensilvania, Estados Unidos de América).

## Historia
La universidad se fundó en 1863 bajo el patronazgo de San Juan Bautista de La Salle, es una Institución de Educación Superior, de carácter privado, de utilidad común y sin ánimo de lucro. Se basa en una visión cristiana del hombre, del mundo, de la historia y del saber.

## Vida estudiantil
El departamento de comunicación gestiona La Salle 56, una emisora de televisión por cable dedicada a la educación que tiene 300.000 abonados. La Universidad también mantiene una radio estudiantil, la WEXP.

## Deportes
La Salle compite en la División I de la NCAA con 23 equipos, en la Atlantic Ten Conference. Han ganado un campeonato nacional en Baloncesto masculino, en 1954. Mantiene una rivalidad deportiva histórica con otras cuatro universidades de Filadelfia, la Universidad de Pensilvania, la Universidad de Saint Joseph's, la Universidad de Temple, y la Universidad de Villanova, en lo que se conoce como la liga de las cinco grandes (Philadelphia Big 5).